# Animals united
Animals united (originalment en alemany, Konferenz der Tiere) és una pel·lícula de comèdia d'aventures animada per ordinador del 2010, dirigida i produïda per Reinhard Klooss i Holger Tappe. Es va estrenar el 7 d'octubre de 2010 a Alemanya. La pel·lícula és protagonitzada per Ralf Schmitz i Thomas Fritsch com un suricata anomenat Billy i un lleó anomenat Sòcrates, que emprenen una recerca èpica per descobrir per què el seu riu s'ha assecat inesperadament. Es basa en el llibre homònim de 1949 d'Erich Kästner. Aquesta és la segona adaptació, ja que la primera va ser una pel·lícula animada en 2D, que també va ser el primer llargmetratge d'animació alemany en color que es va estrenar el 1969. El guió de la pel·lícula va ser escrit per Oliver Huzly i Reinhard Kloos. S'ha doblat al català.
Una seqüela, Pets United, es va estrenar el 2019.